# Види вимірювань
Види вимірювань — області вимірювань, що виділяються за однією з класифікуючих ознак. Розглядаються в метрології.
Існують прямі і непрямі вимірювання.
Непрямі вимірювання поділяються на опосередковані, сумісні та сукупні.

## Опосередковане вимірювання
Непряме вимірювання однієї величини з перетворенням її роду чи обчисленнями за результатами вимірювань інших величин, з якими вимірювана величина, пов'язана явною функційною залежністю. Характерним для опосередкованих вимірювань з функціональним вимірювальним перетворення, яке здійснюється або шляхом фізичного вимірювального перетворення, або шляхом числового вимірювального перетворення.
Наприклад, при опосередкованих вимірюваннях потужності постійного струму її визначають чи на основі прямих вимірювань струму та напруги за формулою чи на основі фізичного вимірювального перетворення добутку в іншу фізичну величину. При автоматичних опосередкованих вимірюваннях прямі вимірювання вхідних величин аргументів та числові вимірювальні перетворення результатів їхніх вимірювань, із метою знаходження значення опосередковано виміряної величини здійснюються автоматично всередині засобу вимірювання.

## Сукупне вимірювання
Непряме вимірювання, в якому значення декількох одночасно вимірюваних однорідних величин отримують розв'язанням рівнянь, то і пов'язують різні сполучення цих величин, які вимірюються прямо чи опосередковано. Метою сукупних вимірювань є знаходження шляхом числових вимірювальних перетворень значень декількох ФВ за неможливістю їхнього окремого прямого вимірювання. При цьому завдяки усередненню інколи досягається те й зменшення випадкової похибки вимірювання.
Прикладом сукупних вимірювань може бути вимірювання опору кожного з двох резисторів R1, R2, з'єднаних послідовно та паралельно. В результаті прямого вимірювання омметром послідовно з'єднаних опорів маємо Rпос=R1+R2, а сумарна провідність паралельно з'єднаних резисторів становить Rпар=(R1*R2)/(R1+R2). Із системи з двох рівнянь із двома невідомими обчислюємо шукані значення сукупно виміряних опорів R1, R2.

## Сумісне вимірювання
Непряме вимірювання, в якому значення декількох одночасно вимірюваних різнорідних величин отримують розв'язанням рівнянь, які пов'язують їх з іншими величинами, що вимірюються прямо чи опосередковано.
Сумісні вимірювання є різновидом вимірювання залежностей. За призначенням вимірювань для незмінних чи змінних у часі вимірюваних величин їх класифікують на статичні та динамічні вимірювання.